# Anton Verstoep
Anton A. (Ton) Verstoep (ca. 1940) is een Belgisch voormalig badmintonner met Nederlandse roots.

## Levensloop
Verstoep werd geboren te Nederland, maar vestigde zich samen met zijn echtgenote Bep Van Kahler in de jaren 60 in België.
Hij werd vijfmaal Belgisch kampioen in het enkelspel (1960-1964) en won hij het BK samen met Guy Van Branteghem tweemaal in het 'heren dubbel' (1960 en 1962). Met zijn echtgenote werd hij daarnaast ook driemaal Belgisch kampioen in het 'gemengd dubbel' (1960-1962).
Na zijn spelerscarrière was hij een tijdlang bondstrainer van het Belgisch badmintonteam en vervolgens technisch directeur van de Belgische Badminton Federatie (BBF). Ook was hij vice-voorzitter van de International Badminton Federation (IBF). In 1989 ontving hij de 'Distinguished Service Award' van de IBF.